# Lucien Sève
Lucien Sève (9. prosince 1926, Chambéry – 23. března 2020, Clamart) byl francouzský marxistický psycholog a filosof.
V češtině vyšlo jeho dílo Marxismus a teorie osobnosti (Marxisme et théorie de la personnalité), Svoboda : Praha, 1976, překlad Dušan Rozehnal.